# 303 (紀錄片)
《303》是由台灣導演賀照緹所執導拍攝的一部紀錄片，記錄就讀於桃園縣忠貞國小303班，三位新移民第二代的小朋友及他們家庭故事，透過小朋友童真的言語和視角，讓我們看見新移民在台灣許多不為人知的心酸，拍攝團隊更跟隨片中主角一起回到泰國老家進行拍攝。本片入圍第47屆金鐘獎最佳剪輯項目。

## 劇情介紹
馬佩玟是班上的大姐大，每個小朋友都怕她，便順理成章地當了班長。歐麗晶是馬佩玟的死黨，個性節儉愛存錢，一回家就幫忙家裡做家庭代工，希望能幫家裡多賺一些錢。宋億成是老師眼中最傷腦筋的學生，個性玩皮好動，總是不交功課，在家裡媽媽也管不動他。三個小孩除了是同班同學之外，同時也都來自於新移民的家庭，他們的父母分別為泰國、緬甸和印尼華僑，千辛萬苦離開原生的國家，為了相同的理由來到台灣，就是希望能獲得更好的生活，但是原本對台灣這塊土地的美麗想像卻隨著生活的艱辛和文化排擠而變質，而下一代的小朋友在看似無憂無慮的童年生活中，卻也隱隱的感受到來自父母原生背景的壓力。

## 外部連結
- . 公共電視.   [2013-11-24]. （原始内容存档于2016-03-04）.
- . 人間福報.   [2013-11-24]. （原始内容存档于2019-11-28）.